# Isocefalia

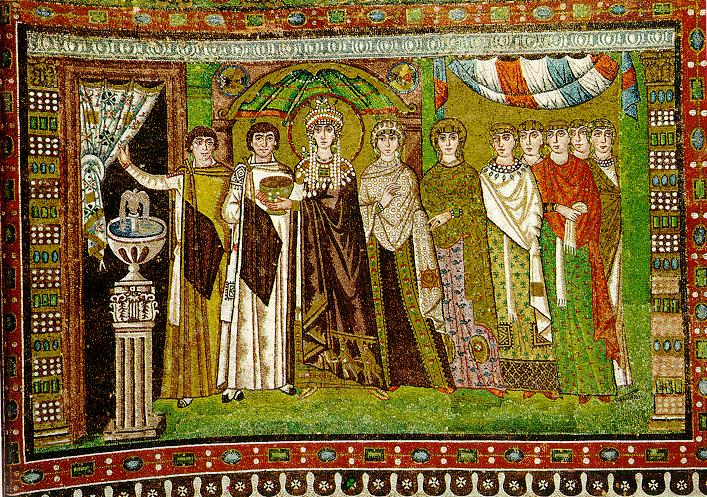
Isocefalia en los mosaicos de Teodora y su cortejo en la Iglesia de San Vital de Rávena.

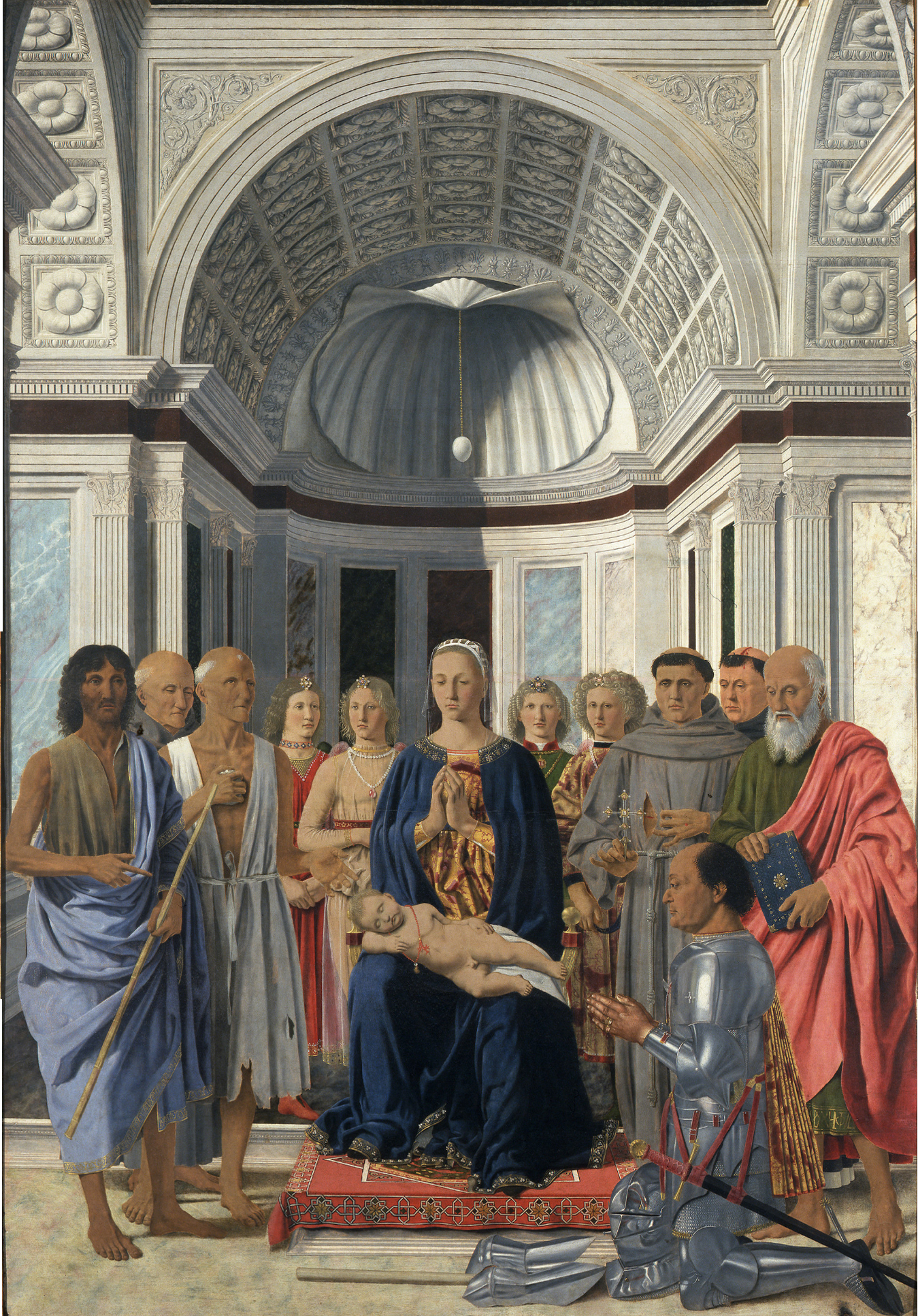
Isocefalia en la Sacra Conversación de Piero della Francesca, 1472, Pinacoteca de Brera, Milán.

La isocefalia (del griego: isos, "igual" y kephalos, "cabeza") es el nombre dado a una norma estética utilizada en el arte cuando se representan varios personajes situados en posiciones o planos diferentes, como en los frisos esculpidos. 
Siguiendo esta convención, todos los personajes deben tener su cabeza a la misma altura, situadas en la misma línea. Esta norma llevó a representar a los personajes con diferentes tamaños, de modo que, mientras que se respetan las proporciones del cuerpo, sus cabezas están al mismo nivel. Por ejemplo, una persona sentada en el mismo plano que otra de pie tendrá una escala mayor, en cambio, un personaje a caballo estará representado a una escala menor.
Esta figuración, en particular, podría plantear problemas de interpretación y hacer pensar, por ejemplo, que un auriga es un niño. Pero en otras escenas similares, como en el friso de los hoplitas de la crátera de Vix, los aurigas son sin duda adultos a escala reducida. 
Esta regla se aplicó sobre todo en el arte sumerio y mesopotámico y también se encuentra en el arte hitita y persa. En el arte de la Antigua Grecia, se observa hasta finales del siglo VI a. C. en la pintura sobre cerámica o en la escultura y fue desapareciendo poco a poco durante el siglo V a. C. aunque algunos ejemplos siguieron existiendo. En cuanto al arte egipcio, se aplicó igualmente esta regla, pero de una manera menos sistemática.
Asimismo se encuentra isocefalia en el arte de la Antigua Roma, como en el Arco de Constantino, en el arte bizantino y especialmente, en el arte románico.
Esta forma de representar escenas animadas concuerda bien con el período de la alta antigüedad, cuando se compaginaba con el hieratismo. Con la evolución del arte hacia un mayor naturalismo, combinado con un mayor desarrollo técnico, se fue abandonando esta convención de manera natural, a favor de una estética más cercana a la realidad.
También se encuentra en producciones cinematográficas del cine clásico de Hollywood, que hace de este principio un uso común en la línea del horizonte.